# Ystrad Tywi
Ystrad Tywi è un'area del Galles sud-occidentale, situata sulle rive del Tywi, che compone gran parte dell'odierna contea del Carmarthenshire. Di fatto non fu mai un regno indipendente, fu però un territorio prezioso e fu conteso tra i re di Dyfed, Deheubarth, Seisyllwg, Gwynedd e i Normanni. Nel tardo VII secolo re Seisyll del Ceredigion conquistò il Dyfed e l'Ystrad Tywi: nacque così il Seisyllwg. Nell'894 l'Ystrad Tywi e il Ceredigion furono devastati da re Anarawd ap Rhodri del Gwynedd (e dalle forze inglesi del suo alleato re Alfredo il Grande) che mirava a riconquistare le terre appartenute in precedenza al padre Rhodri Mawr. Nel Medioevo l'Ystrad Tywi fu diviso in tre cantref: Mawr, Bychan e Eginawc. L'Ystrad Tywi divenne la contea di Carmarthen quando Edoardo I d'Inghilterra, dopo aver sconfitto Llywelyn Ein Llyw Olaf ap Gruffydd, varò lo Statuto di Rhuddlan nel 1284.